# Aysha ericae
Aysha ericae är en spindelart som beskrevs av Antonio D. Brescovit 1992. Aysha ericae ingår i släktet Aysha och familjen spökspindlar. Inga underarter finns listade.